# Krzysztof Dukielski
Krzysztof Dukielski (* 10. April 1978 in Radom) ist ein polnischer römisch-katholischer Geistlicher und zeitweise ernannter Weihbischof in Radom.

## Leben
Krzysztof Dukielski studierte Philosophie und Theologie am Priesterseminar in Radom und empfing 2003 das Sakrament der Priesterweihe für das Bistum Radom.
Nach der Priesterweihe war ein Jahr lang Kaplan in Zwoleń und war anschließend von 2004 bis 2013 im Bistum Avezzano als Pfarradministrator von Poggio Cinolfo tätig. Während dieser Zeit studierte er von 2004 bis 2006 Mariologie an der Päpstlichen Theologischen Fakultät „Marianum“. 2013 erwarb er an der theologischen Fakultät der Katholischen Universität Lublin Johannes Paul II. das Lizenziat in Moraltheologie. 2013 wurde er stellvertretender Diözesanmoderator der Bewegung Licht-Leben. Von 2014 bis 2016 war er Vizedirektor des nationalen Organisationsbüros für den Weltjugendtag 2016 in Krakau. Von 2017 bis 2021 war er Diözesanmoderator der Bewegung Licht-Leben und seither Pfarrer in Magnuszew.
Papst Leo XIV. ernannte ihn am 12. Juli 2025 zum Titularbischof von Catula und zum Weihbischof in Radom. Am 6. August 2025 teilte der Diözesanbischof von Radom, Marek Solarczyk, mit, dass der Papst Dukielskis Bitte stattgegeben habe, ihn von seinem Amt als Weihbischof zu entbinden.